# Johann Arnold Anton Zwicke
Johann Arnold Anton Zwicke (* 27. Dezember 1722 in Lippstadt; † 8. September 1778 in Königslutter) war ein deutscher evangelisch-lutherischer Theologe und Reformpädagoge.

## Leben
Johann Arnold Anton Zwicke wurde 1722 im westfälischen Lippstadt als Sohn des Predigers an der dortigen Nicolaikirche, M. Stephan Zwicke († 1729), geboren. Er besuchte bis 1736 das Gymnasium seiner Heimatstadt und erhielt anschließend weiteren Unterricht bis 1738 in Bielefeld und bis 1740 in Osnabrück. Hier gehörte der Rektor des Ratsgymnasiums und spätere Braunschweiger Superintendent Johann Christoph Köcher zu seinen Lehrern. Zwicke studierte ab 1740 an der Universität Halle Philosophie und orientalische Sprachen sowie evangelische Theologie bei Siegmund Jakob Baumgarten, Benedikt Gottlieb Clauswitz und Johann Georg Knapp. Zwicke war von 1743 bis 1746 in Halle (Saale) als Lehrer (Informator) am Pädagogium der Franckeschen Stiftungen, die auf den pietistischen Vorstellungen August Hermann Franckes († 1727) gründeten, tätig. Dort wurde er 1746 Adjunkt des Inspektors und nach dessen Tod von 1747 bis 1750 Inspektor des Pädagogiums.
Im Jahr 1750 berief ihn Herzog Karl I. nach Braunschweig, wo Zwicke zum Pfarrer an St. Marien und St. Leonhard sowie zum Direktor der Waisenhausschule ernannt wurde. Diese wurde von ihm grundlegend umgestaltet. Vorbild war ihm die seit 1747 bestehende Ökonomisch-Mathematische Realschule des Pastors Johann Julius Hecker in Berlin. Auf der Grundlage eines neuen Fächerkanons wurden u. a. Naturwissenschaften und moderne Sprachen gelehrt. Die später sehr angesehene Waisenhausschule galt bald als Braunschweiger Musterschule und war nicht nur für Waisenkinder, sondern auch für externe Schüler zugänglich. Im Jahr 1751 wurden auf Anregung Zwickes ein Lehrerseminar und die Waisenhaus-Buchdruckerei eingerichtet. Ein zweites Lehrerseminar entstand 1753 in Wolfenbüttel. Er war an der Erstellung der Landschulordnung des Herzogtums Braunschweig von 1753 beteiligt, ebenso an der Holzmindener Schulordnung von 1756. Im Jahr 1753 visitierte er im herzoglichen Auftrag mehrere Landschulen, deren mangelhaften Zustand er kritisierte. Er entwarf 1755 einen Reformplan für das Schulwesen der Stadt Braunschweig, der vom Magistrat jedoch abgelehnt wurde. Zwicke wurde 1754 die Superintendentur der Inspektion Campen übertragen, die er bis zu seinem Tod innehatte. Er wechselte 1759 nach Königslutter, wo er im März des Jahres die Pfarrstelle an der Stadtkirche übernahm und zum Generalsuperintendenten befördert wurde. In Königslutter setzte er seine pädagogische Reformarbeit fort. Zwicke starb im September 1778 im Alter von 55 Jahren in Königslutter.

## Schriften (Auswahl)
- Vorläuffige Nachricht von der gegenwärtigen Verfassung der Schule im hochfürstlich grossen Waysenhause zu Braunschweig um derer willen die sich darnach erkundigen. Waisenhaus-Buchdruckerei, Braunschweig 1754. (Digitalisat)